# 亚历山大·米亚斯尼基扬

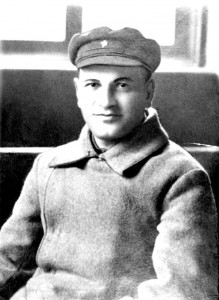
亚历山大·米亚斯尼基扬

亚历山大·米亚斯尼基扬（亞美尼亞語： 俄语： 1886年1月28日—1925年3月22日）亚美尼亚布尔什维克革命家、官员，生于俄罗斯帝国顿河州顿河畔纳希切万，1918年担任白俄罗斯共产党第一主席，1919年担任白俄罗斯社会主义苏维埃共和国中央执行委员会主席。此外，他还在立陶宛-白俄罗斯苏维埃社会主义共和国布尔什维克中央委员会短暂担任委员。苏俄红军总司令尼古拉·瓦西里耶维奇·克雷连科曾任命他担任副手。1921年担任亚美尼亚苏维埃社会主义共和国人民委员会主席。1925年死于坠机事故。